# Ivan Gošnjak
Ivan Gošnjak (srbsko: Иван Гошњак), jugoslovanski general in politik hrvaškega rodu, * 10. julij 1909, Ogulin, † 8. februar 1980, Beograd.
Gošnjak je bil državni sekretar za obrambo FLRJ/SFRJ med letoma 1953 in 1967.

## Življenjepis
Osnovno šolo je končal v Pakracu in nato čevljarsko šolo v Sisku. Že kmalu se je pridružil revolucionarnemu gibanju in leta 1933 je postal član KPJ.
Leta 1935 je bil poslan v Moskvo, kjer je leta 1937 končal Leninsko partijsko šolo ter istočasno še častniški tečaj. Takoj je bil poslan v Španijo, kjer je sodeloval kot stotnik Mednarodnih brigad do končnega poraza republikanske Španije. 
Interniran je bil v Franciji in sicer v taboriščih Saint-Cyprien, Gurs in Vernet; v taboriščih je bil sekretar partijske pisarne za vse pripadnike mednarodnih brigad. Novembra 1941 je pobegnil iz taborišča in po partizanskih zvezah sprva pobegnil v Pariz, leta 1942 v Nemčijo in od tam v Jugoslavijo. 
V Sisku se je povezal z NOVJ, od koder so ga poslali v Gorski kotar, da se pridruži GŠ NOV in PO Hrvaške. Med vojno je bil nato poveljnik 1. hrvaškega korpusa in nato GŠ NOV in PO Hrvaške.
Po vojni je postal poveljnik 2. armade, načelnik Personalne uprave JLA in hkrati prvi pomočnik ministra ljudske obrambe FLRJ, namestnik ministra ljudske obrambe, državni sekretar za zadeve ljudske obrambe (1953 je nasledil Tita na tej funkciji), član Zveznega izvršnega sveta, član CK KPJ in njegovega Politbiroja (1946), član sekretariata Izvršnega komiteja CK ZKJ, Centralnega odbora Zveze borcev, poslanec Zvezne skupščine itd. Imel je čin armadnega generala (4 zvezdice).
Leta 1967 so ga upokojili; tega leta je postal član Sveta federacije in član svetovalnega odbora pri Titu.

## Odlikovanja
- Red narodnega heroja
- Red svobode
- Red ljudske osvoboditve
- Red vojne zastave